# Bombardowanie Ankony
Bombardowanie Ankony – operacja morska podczas kampanii adriatyckiej pomiędzy marynarkami wojennymi Włoch i Austro-Węgier. Siły Kaiserliche und Königliche Kriegsmarine ostrzelały obiekty wojskowe i cywilne w prowincji Ankona oraz okoliczne wyspy. Akcja została spowodowana wypowiedzeniem przez Włochy wojny Austro-Węgrom.

## Tło wydarzeń
Jednym z głównych powodów, dla których adm. Anton Haus nie chciał używać swoich pancerników w operacjach z daleka od Puli w pierwszych miesiącach wojny było przekonanie, że Włochy nie pozostaną neutralne w tym konflikcie. Kiedy Włochy zadeklarowały swoją neutralność w sierpniu 1914 roku, Haus wierzył, że nie będą oni mieli zbytnich oporów przed zaatakowaniem swoich byłych sojuszników. Włoscy politycy i wojskowi od dekad marzyli o przejęciu kontroli nad włoskojęzycznymi prowincjami Austro-Węgier. Nie było to możliwe, gdy Włochy były częścią Trójprzymierza, jednak po wybuchu wojny i ogłoszeniu neutralności, mogły działać z większą swobodą. Włoski rząd z premierem Antonio Salandrą na czele przyjął strategię określoną przez nich jako sacro egoismo (święty egoizm), co oznaczało, że Włochy przyjmą strategię będącą najlepszym rozwiązaniem dla nich samych.

## Preludium
Haus planował zaatakować Włochów od razu po wypowiedzeniu przez nich wojny. Głównym celem miały być obiekty morskie, drogi, linie kolejowe i inne linie komunikacyjne wzdłuż zachodniego wybrzeża Adriatyku. Gdyby włoskie kolumny żołnierzy zmierzające na front zostały ostrzelane głęboko wewnątrz własnego terytorium, wysokie wczesnowojenne morale otrzymałyby natychmiastowy cios. Haus zaczął planować operację na wypadek wojny z Włochami, niedługo po tym, jak rząd w Rzymie ogłosił neutralność. Kiedy Włochy przygotowywały się do rozpoczęcia wojny w maju, austro-węgierskie samoloty rozpoznawcze latały już nad Wenecją i północnym wybrzeżem Adriatyku. Jak się okazało, nie było w tamtym rejonie większych sił Regia Marina, co tylko zachęciło Hausa do przeprowadzenia agresywnej akcji. Zakładając, że pancerniki włoskiej marynarki znajdują się w Brindisi albo Taranto, admirał wysłał w tamten rejon trzy grupy rozpoznawcze składające się z lekkich krążowników i niszczycieli. Gdyby włoskie jednostki chciały przeszkodzić głównym siłom Austro-Węgier, Haus, wciąż chcący uniknąć dużej bitwy morskiej, otrzymałby ostrzeżenie od grup zwiadowczych wystarczająco wcześnie, by móc bezpiecznie powrócić do bazy. Grupy te wyruszyły na swoje pozycje 19 maja, a reszta okrętów w Puli miała utrzymywać wysokie ciśnienie pary, aby móc wyruszyć od razu po wypowiedzeniu przez Włochy wojny. 23 maja o godzinie 16:00 do Puli dotarła wiadomość o zerwaniu przez Włochów stosunków dyplomatycznych z Wiedniem. Niedługo potem wypowiedziały one wojnę Austro-Węgrom. Cztery godziny później, wśród radosnych wiwatów załóg jego okrętów, Haus, na pokładzie „Habsburga”, wypłynął z Puli razem z najsilniejszą austro-węgierską flotą jaką kiedykolwiek widział Adriatyk.

## Bombardowanie

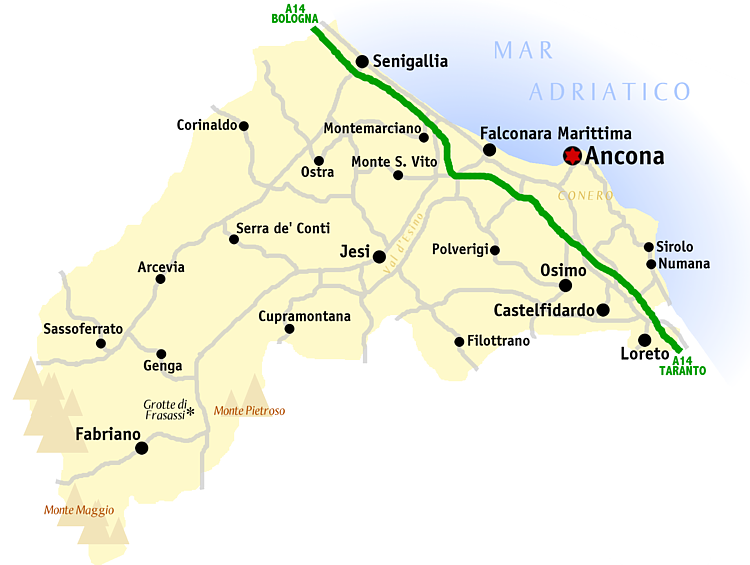
Mapa prowincji Ankona

Jeszcze 23 maja marynarka przeprowadziła kilka bombardowań regionu Marche. Tego samego dnia niszczyciel „SMS Dinara” i torpedowiec SM Tb 53T ostrzelały port w Ankonie. Niszczyciel SMS „Lika” w czasie swojej misji rozpoznawczej pomiędzy Palagružą a półwyspem Gargano ostrzelał semafory i stację radiową w Vieste. W tym czasie okolicznych wód bronił niszczyciel „Turbine”. W drobnej potyczce zwyciężył Lika, uszkadzając wrogi okręt.
Następnego dnia nad ranem większość austro-węgierskiej floty znajdowała się już w pobliżu Ankony. Do zespołu należały drednoty SMS „Viribus Unitis”, SMS „Tegetthoff” i SMS „Prinz Eugen” oraz osiem przeddrednotów. Reszta austriackich okrętów była już na wrogich wodach i samodzielnie bombardowała wybrzeże. Flota ostrzelała kilka przybrzeżnych włoskich miast i innych celów w prowincji Ankona, w szczególności samo miasto Ankona.
SMS „Tegetthoff” i niszczyciel SMS „Velebit” ostrzelały włoski sterowiec „Citta di Ferrara” nad Ankoną. Przeddrednot SMS „Radetzky” i dwie łodzie torpedowe ostrzelały Potenza Picena, a następnie powróciły do bazy morskiej w Puli. Przeddrednot SMS „Zrínyi” i dwie kolejne łodzie torpedowe ostrzelały Senigallię, niszcząc pociąg i uszkadzając stację kolejową i most, i powróciły do Puli. Torpedowiec SM Tb III został nieskutecznie zbombardowany przez włoską łódź latającą.
Lekki krążownik SMS „Admiral Spaun” ostrzelał włoską stację sygnałową na wyspie Cretaccio, podczas gdy SMS „Sankt Georg” i dwie łodzie torpedowe ostrzelały Rimini, uszkadzając pociąg towarowy. Niszczyciel SMS „Streiter” zaatakował stację sygnałową w pobliżu Torre di Mileto. Lekki krążownik SMS „Novara”, niszczyciel i dwie łodzie torpedowe wpłynęły do kanału Corsini i ostrzelały włoską bazę łodzi torpedowych, kolejną stację sygnałową i kilka baterii artylerii nadbrzeżnej.
Lekki krążownik SMS „Helgoland”, wspierany przez 4 niszczyciele, wdał się w walkę z włoskim niszczycielem Turbine, na południe od Pelagusy. Niszczyciel SMS „Tátra” ostrzelał nabrzeże kolejowe w pobliżu Manfredonii, podczas gdy niszczyciel SMS „Csepel” zaatakował stację kolejową w Manfredonii. Ostatecznie austro-węgierskie łodzie latające zrzuciły pociski artyleryjskie na Wenecję i hangary wodnosamolotów w Chiaravalle.

## Skutki
Austro-węgierski ostrzał spowodował ciężkie uszkodzenia. W jego wyniku w Ankonie zginęło 63 wojskowych i cywili. Austriackie straty były minimalne, jeśli w ogóle jakieś były. Wojna na Adriatyku trwała dalej, a jej punktem kulminacyjnym była duża brytyjska blokada, mająca na celu powstrzymanie austro-węgierskiej floty przed dalszymi atakami. W czasie wojny próbowali oni kilka razy przeforsować blokadę, lecz bezskutecznie.